# Andrea Lindholz
Andrea Lindholz (ur. 25 września 1970 w Bonn) – niemiecka polityk i prawniczka, działaczka Unii Chrześcijańsko-Społecznej (CSU), deputowana do Bundestagu i od 2025 jego wiceprzewodnicząca.

## Życiorys
W 1991 roku zdała maturę w Hanns-Seidel-Gymnasium w Hösbach. Następnie rozpoczęła studia prawnicze na Uniwersytecie Goethego we Frankfurcie nad Menem, a w latach 1994–1995 kontynuowała naukę na Uniwersytecie Juliusza Maksymiliana w Würzburgu. W 1995 roku zdała pierwszy państwowy egzamin prawniczy, po czym odbyła aplikację w sądzie rejonowym w Aschaffenburgu i sądzie administracyjnym w Würzburgu. W 1999 roku zdała drugi państwowy egzamin prawniczy, uzyskując pełne uprawnienia zawodowe. Od 2000 roku prowadzi własną kancelarię prawną w Aschaffenburgu, a od 2007 roku posiada tytuł adwokata specjalizującego się w prawie rodzinnym.
W 1998 roku wstąpiła do Unii Chrześcijańsko-Społecznej (CSU). W latach 1999–2003 była przewodniczącą Młodej Unii (JU) w regionie Goldbach-Hösbach. Od 1999 roku działała w strukturach powiatowych CSU, pełniąc różne funkcje kierownicze, a od 2019 roku przewodniczy partii w powiecie Aschaffenburg-Land. W 2002 roku została radną powiatu Aschaffenburg, a w latach 2002–2014 była także radną gminy Goldbach. W latach 2008–2014 pełniła funkcję pierwszej zastępczyni starosty powiatu Aschaffenburg.
W 2013 roku po raz pierwszy uzyskała mandat posłanki do Bundestagu, a w kolejnych wyborach w 2017, 2021 oraz 2025 roku z powodzeniem ubiegała się o reelekcję. W Bundestagu zajmowała się tematyką bezpieczeństwa wewnętrznego, polityki azylowej, ochrony danych i nadzoru nad służbami specjalnymi. W latach 2018–2021 była przewodniczącą komisji spraw wewnętrznych i ojczyzny oraz członkinią parlamentarnej komisji kontrolnej ds. służb wywiadowczych. W kolejnej kadencji objęła funkcję wiceprzewodniczącej frakcji CDU/CSU, odpowiadając za kwestie prawne, wewnętrzne oraz politykę wobec przesiedleńców i mniejszości niemieckich. W 2024 roku została ponownie członkinią parlamentarnej komisji kontrolnej ds. służb wywiadowczych.
25 marca 2025 roku wybrano ją na wiceprzewodniczącą Bundestagu.